# Улюбленці Америки
«Улюбленці Америки» (англ. America's Sweethearts) — американська романтична комедія режисера Джо Рота, що вийшла 2001 року.

## Сюжет
Піарника Лі Філліпса нещодавно звільнили з посади на кіностудії, але керівник студії Дейв Кінгман запрошує його повернутися до роботи над приватним показом нового трилера «Час над часом» про подорожі в часі з Гвен Гаррісон і Едді Томасом в головних ролях. Едді та Ґвен були улюбленою поружньою парою глядачів, яку називали «Улюбленцями Америки», чий шлюб розпався, коли у Ґвен розпочався роман із її колегою по фільму Гектором, через що Едді зазнав психічного зриву та поселився у віддаленому оздоровчому центрі. В той же час ексцентричний режисер фільму Гел Вайдман відмовляється випускати готовий фільм, наполягаючи на його прем’єрі на майбутній прес-конференції. Кінгман обіцяє відновити Лі на роботі, якщо йому вдасться прорекламувати фільм, переконавши пресу, що Едді та Гвен знову разом.

## У ролях
| Актор             | Роль                       |
| ----------------- | -------------------------- |
| Біллі Крістал     | Лі ФІлліпс                 |
| Джулія Робертс    | Кейтлін «Кікі» Гаррісон    |
| Кетрін Зета-Джонс | Ґвен Гаррісон              |
| Джон К'юсак       | Едді Томас                 |
| Генк Азарія       | Гектор Горгонзолас         |
| Стенлі Туччі      | Дейв Кінгман               |
| Крістофер Вокен   | Гел Вайдман                |
| Алан Аркін        | спеціаліст по оздоровленню |
| Сет Грін          | Денні Вакс                 |
| Ларрі Кінг        | в ролі самого себе         |
| Рейн Вілсон       | Дейв О'Ганлон              |
| Ерік Бальфур      | охоронець                  |
| Марті Белафські   | охоронець                  |

## Критика
Фільм отримав не дуже схвальні відгуки: на Rotten Tomatoes оцінки фільму 32% на основі 145 відгуків від критиків і 40% від більш ніж 100 000 глядачів, але був успішним в прокаті.